# Cornelis van Poelenburgh
Cornelis van Poelenburgh (Utrecht, 21 janvier 1594/1595 – Utrecht, 12 août 1667), est un peintre de paysage néerlandais (Provinces-unies) du siècle d'or. Il fait partie de la première génération de paysagistes néerlandais italianisants.

## Biographie
Cornelis van Poelenburgh est né vraisemblablement le 21 janvier de l'année 1594 ou 1595, à Utrecht. Dans sa ville natale, il fait son apprentissage auprès du peintre maniériste Abraham Bloemaert, avant de partir, vers 1617, parfaire son art à Rome. Il y restera près de dix ans, et compte parmi les fondateurs des Bentvueghels, sorte de groupe d'entraide composé principalement d'artistes originaires des Pays-Bas du Nord et du Sud – il reçoit parmi eux le surnom de « Satyr » (Satyre).
Tout comme cela avait été le cas pour Bartholomeus Breenbergh d’Amsterdam, qui appartenait à la même génération, il est alors fortement marqué par les paysages de Paul Bril et les œuvres d’Adam Elsheimer. Il commence lui-même à peindre des paysages italiens, caractérisés par une approche plus naturaliste que ce qui était l’usage. Ses œuvres rencontrent en Italie un succès considérable.
Il quitte Rome vers 1625, séjourne quelque temps à Florence où il travaille pour le grand-duc Cosme II de Médicis, avant de retourner à Utrecht. Il ouvre alors un atelier, où travailleront de nombreux élèves, parmi lesquels Daniel Vertangen, Dirck Van der Lisse et Jan Van Haensbergen. Ses petits tableaux d’apparat lui valent autant la reconnaissance des autorités que celle de ses pairs. Ainsi, le Conseil provincial d'Utrecht acquiert-il en 1626 l'un de ses tableaux, Banquet des dieux sur la Terre, au prix de 575 florins, pour en faire cadeau à Amalia Van Solms, épouse du stathouder Frédéric-Henri d'Orange-Nassau et, l'année suivante, en 1627, Rubens, de passage à Utrecht, achètera lui aussi quelques-unes de ses œuvres.

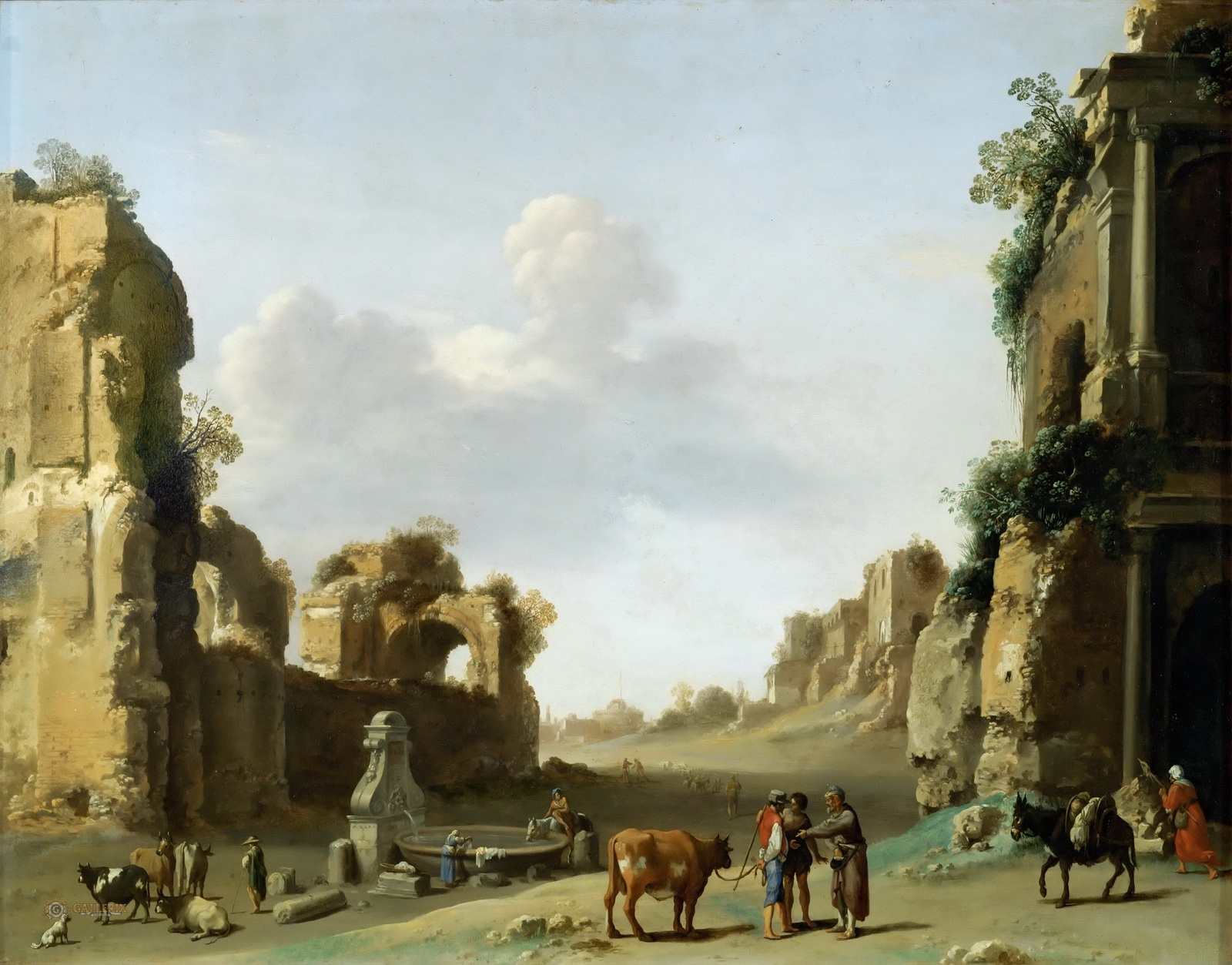
Vue du Campo Vaccino, huile sur cuivre, 40 × 55 cm, 1660 (Musée du Louvre, Paris).

En 1631, van Poelenburgh vit brièvement à Paris et, par la suite, de 1634 à 1641, le roi Charles Ier d'Angleterre l'invite à venir travailler à Londres, où il séjourne de façon irrégulière.
Van Poelenburgh meurt à Utrecht le 12 août 1667.
Le baron Herman Van Wyttenhorst, collectionneur d’Utrecht, posséda pas moins de vingt-cinq peintures de l’artiste qui, par ailleurs, fut le peintre le mieux représenté dans la collection du stathouder Frédéric-Henri. Plusieurs œuvres de Cornelis van Poelenburgh figuraient également dans les collections du Prince Dmitri Vladimirovitch Galitzine qui vendit sa collection à Catherine II de Russie.

## Œuvre
Van Poelenburgh est l'auteur de paysages italiens de format réduit, œuvres raffinées, sur panneau ou sur cuivre, avec représentation de sujets bibliques, mythologiques ou littéraires. Ce sont des tableaux d’Arcadie remplis, souvent, de personnages nus et de ruines, et éclairés par une lumière limpide. Il collabora avec d’autres peintres d’Utrecht : ainsi peignit-il de petits personnages dans des paysages de Jan Both et dans des intérieurs de Bartholomeus van Bassen. On compte van Poelenburgh au nombre des italianisants de la première génération, et son influence fut importante sur des peintres de sa propre génération, comme Breenbergh, et des générations suivantes, comme Herman Van Swanevelt, Nicolaes Berchem, Jan Both et Jan Baptist Weenix.
- La Danse des satyres[6] (1620-1622), huile sur cuivre, 45 × 63 cm, Galerie Palatine, Palais Pitti, Florence[7]
- Vue de fantaisie du Campo Vaccino à Rome avec un âne (1620), huile sur cuivre, 40 × 55 cm, Musée du Louvre, Paris[8]
- Ruines de l'ancienne Rome avec un bas-relief représentant le sacrifice de Marc-Aurèle (1620), huile sur cuivre, 44 × 57 cm, Musée du Louvre, Paris[9]
- Vue du Tibre à Rome, plume, encre brune et lavis brun, 28,4 × 42,5 cm, Paris, Beaux-Arts de Paris[10],[11].
- Paysage bordé de montagnes, plume, encre brune et lavis brun, 16,4 × 27 cm, Paris, Beaux-Arts de Paris[12],[13]
- Vue du mont Palatin et du Circus Maximus à Rome, plume, encre brune et lavis brun, 19,8 × 38,8 m, Paris, Beaux-Arts de Paris[14],[15]
- Nymphes et satyres à l'entrée d'une caverne (1624-1630), huile sur bois, Musée du Louvre, Paris[16]
- Les anges annonçant aux bergers la naissance du messie, huile sur bois, 79 x 66 cm, dépôt du musée du Louvre, Gray (Haute-Saône), musée Baron-Martin
- Danse au milieu des ruines romaines (attribué à), huile sur toile, 45,5 x 62,5 cm, legs d'Albert Pomme de Mirimonde à la RMN, affecté au musée de Gray, Gray (Haute-Saône), musée Baron-Martin
- Le jugement de Pàris, (suite de), huile sur bois, 31 x 38,3 cm, Gray (Haute-Saône), musée Baron-Martin